# Colura kilimanjarica
Colura kilimanjarica là một loài Rêu trong họ Lejeuneaceae. Loài này được Pocs & Jovet-Ast mô tả khoa học đầu tiên năm 1980.